# KH 15D
KH 15D (V582 Monocerotis), descritta come una stella variabile a causa dei suoi insoliti cali di luminosità, è un sistema binario a stella T Tauri incorporato in un disco circumbinario. È un membro del giovane ammasso aperto NGC 2264, situato a circa 770 parsec (2 500 al) dal Sole nella costellazione dell'Unicorno. 

## Storia delle osservazioni
Le straordinarie variazioni di luminosità di KH 15D sono state scoperte all'Osservatorio Van Vleck della Wesleyan University nel 1995 dal Dr. William Herbst e dal suo allievo Kristin Kearns. La stella è stata osservata alternarsi, entro un periodo di 48,37 giorni, tra uno stato "acceso" più luminoso e uno stato "spento" più debole che era inferiore al 4% dello stato luminoso (o oscurato fino al 96%). Col tempo la stella è stata sempre più spesso nello stato "spento", al punto che verso il 2010 era sempre debole, anche se ancora periodicamente variabile. Nel 2012 ha inaspettatamente iniziato a "strizzare l'occhio" e riaccendersi e ora è entrata in una fase in cui il suo stato "acceso" è quasi due volte più luminoso rispetto alla metà degli anni '90 (vedi curva della luce). 

### Ipotesi
È emerso consenso per un modello in grado di descrivere questo comportamento sconcertante, che attribuisce la variabilità al sorgere e al tramonto di una stella rispetto al bordo di un anello circumbinario che occulta parte dell'orbita. La precessione dell'anello ha causato la graduale evoluzione del comportamento ammiccante, come mostrato negli schemi seguenti. Le misurazioni della velocità radiale hanno confermato che il sistema è un binario spettroscopico composto da due stelle T Tauri a linea debole (WTTS). 
L'orbita del sistema binario è quasi al limite della nostra linea di vista e il disco circumbinario è inclinato rispetto a quell'orbita, con conseguente precessione nodale. Al momento dell'osservazione del 1996 era visibile solo una stella (denominata stella A) mentre l'anello occulto bloccava completamente la luce della stella B. Il cambio di luminosità osservato era causato dal levare e dal tramonto della stella A da e dietro l'anello. Verso il 2010, l'anello occultava entrambe le stelle e il sistema era permanentemente nello stato "spento", visibile solo dalla luce diffusa sull'anello. Verso il 2018, la stella B è stata completamente scoperta e la stella A è stata completamente occultata. La stella B si è rivelata più luminosa, più calda e più massiccia della stella A, ma le designazioni non sono state modificate poiché ciò potrebbe causare confusione nella letteratura. 
L'importanza di KH 15D deriva dall'opportunità unica che offre di studiare la zona di formazione di pianeti di tipo terrestre a partire da un disco protoplanetario.  Dalla sua velocità di precessione è noto che l'anello occulto si trova a circa 3 au dalle stelle, che lo collocherebbe nella cintura di asteroidi se fosse posto nel Sistema Solare. L'età di KH 15D è di circa 3 Ma e la sua massa totale è di circa 1,5 masse solari, quindi il sistema può fornire una guida su quando e come i planetesimi - i precursori di pianeti come la Terra - si formano. Le occultazioni regolari offrono anche l'opportunità di studiare le magnetosfere e le fotosfere delle stelle di T Tauri con dettagli senza precedenti. 

## Il disco

Rappresentazione animata del sistema KH 15D

### Composizione
Sebbene la composizione del disco non sia nota con certezza, sono state trovate prove caratteristiche di metano e di ghiaccio d'acqua con granulometrie di 1-50 μm. 

### Deflussi bipolari
È stata anche osservata la presenza di getti di deflusso bipolari inclinati dell'84% provenienti dal disco stesso. Sono stati osservati deflussi di idrogeno e anidride carbonica che si estendono dai lati nord e sud del disco. Queste osservazioni hanno portato a definire un limite superiore alla massa del disco pari a 3,2266×1027 kg. 

## Galleria d'immagini

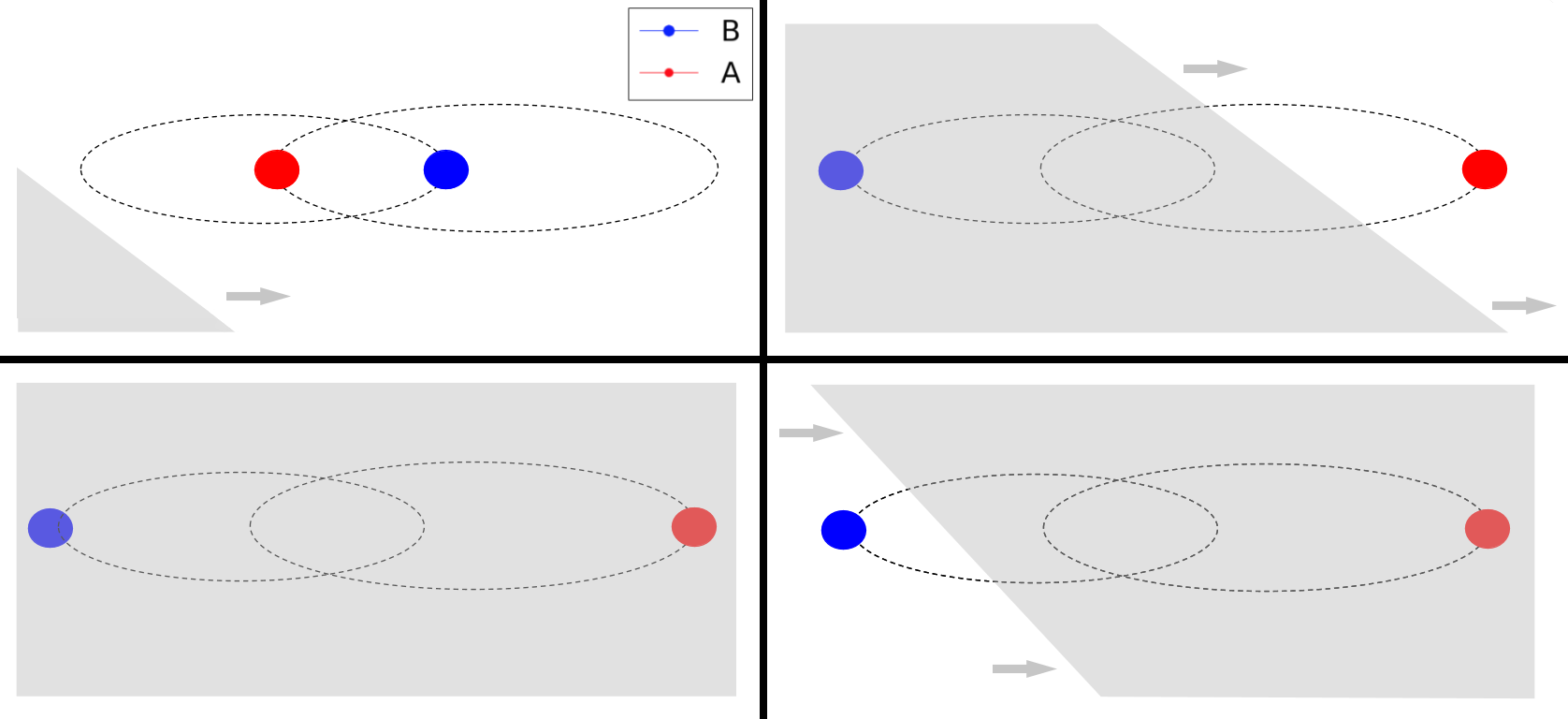
La "schermatura di avanzamento", rappresentata dalla schermata grigia, si sposta attraverso l'orbita binaria della stella B (cerchio blu) e della stella A (cerchio rosso) nella direzione delle frecce a una velocità di 15 m/s. Nell'immagine in alto a sinistra, entrambe le stelle non sono oscurate dall'anello circumbinario. Nell'immagine in alto a destra, la schermatura occulta completamente l'orbita della stella B e parte dell'orbita della stella A. Ciò consente alla stella A di "salire" e "impostare", o di sembrare "lampeggiare". L'angolo in basso a sinistra mostra il blocco della schermatura di entrambe le orbite, verificatesi nel 2010 fino al 2012. L'angolo in basso a destra mostra lo stato corrente del sistema, l'orbita della stella A viene occultata mentre la stella B "sale" e "imposta", come la stella A ha fatto in precedenza. Altre rappresentazioni visive si possono trovare nei seguenti articoli: Winn et al. 2006[19], Capelo et al. 2012[2],  Arulanantham et al. 2017[20], e quello che ha ispirato questa immagine, Aronow et al. 2018[5].
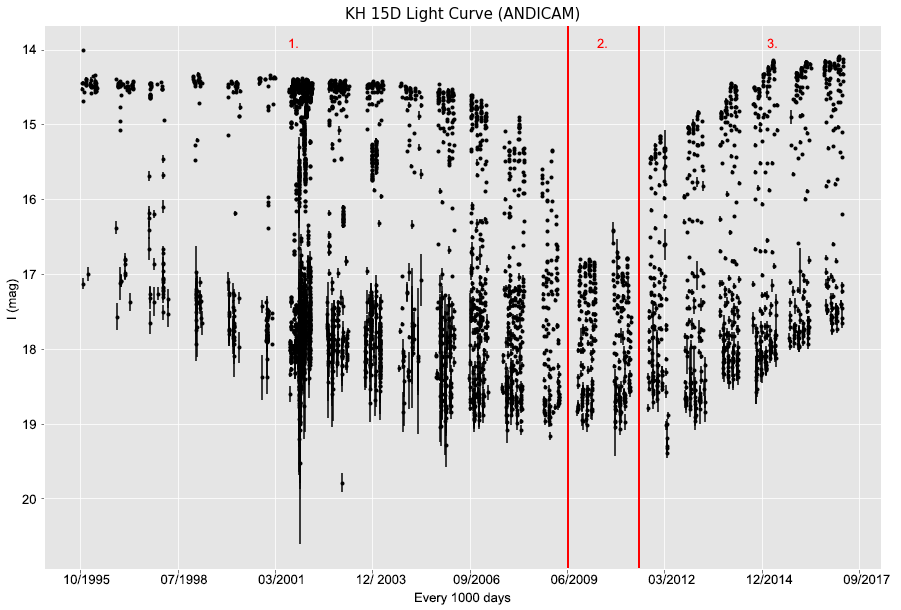
Questo grafico mostra la luminosità nel tempo per il sistema KH 15D. Quando appaiono entrambe le stelle (non mostrate qui) il sistema è più luminoso e quando nessuna stella appare, il sistema è più scuro. I numeri rappresentano diversi stadi del sistema: 1. La stella A "aumenta" e "imposta", mentre il disco occulta la stella B. Pertanto, la maggior parte della luminosità proviene dalla stella A. 2. Sia la stella A che la B sono occultate, ma invece di una lettura di zero magnitudini si vede la luce diffusa. 3. La stella B "sale" e "imposta", mentre il disco occulta la stella A, quindi la maggior parte della luminosità proviene dalla stella B. Dalla curva di luce, la stella B è più luminosa della stella A, contrassegnandola come stella primaria.